# OK Borac Starčevo
OK Borac osnovan je 1978. godine, kao odbojkaška sekcija Društva za telesno vaspitanje „Partizan”. Prve dve takmičarske sezone klub je odigrao u Opštinskoj ligi Pančeva, a već 1980. godine. Ime je promenjeno u Odbojkaški klub Borac, i ono se zadržalo do danas.

## Istorija
Dobri poznavaoci odbojke, a takvih je u Starčevu i Pančevu veoma mnogo, još uvek pamte nezaboravne utakmice odbojkaša na „vrućim” gostovanjima. Tim je izbubio u Topoli, te 1995. godine, u odlučujućoj utakmici za ulazak u Jedinstvenu srpsku ligu sa 2:0 u setovima. Ekipa je uspela da se podigne, i da preokrene rezultat, što je veliki uspeh. Takmičenje u sezoni 1995/96 u Jedinstvenoj srpskoj ligi bilo je priča za sebe. Predvođeni trenerima Zoranom Dimkovićem i Dragoljubom Stojanovićem, igrači su rušili sve pred sobom, ostvarili su sve pobede u prvenstvu i uspeli su da se kroz baražne duele dokopaju i saveznog ranga - Prve B lige. Odigrao je Borac tada 18 utakmica, i zabeležio je isto toliko pobeda, uz samo četiri izgubljena seta.

## Dostignuća i takmičenja
Kvalifikacioni turnir za popunu Prve B savezne lige odigran je u Skorenovcu. Organizator je bio OK Borac, a učestvovali su i Mornar iz Bara i Nikšić. Dana 19. aprila 1996 godine – klub je po prvi put postao član saveznog ranga takmičenja. Pobedili su oba rivala, a zlatnim slovima u analima kluba ostala su upisana imena: Zoran Dimković, Dragoljub Stojanović, Branislav Jovanov (treneri), Zoran Stanković, Darko Tomić, Vladimir Kovačević, Igor Jović, Srđan Bošković, Željko Šoštarić, Dušan Radomirović, Nenad Keljević, Marko Simijonović, Miloš Jovanović, Saša Vuković i Zoran Manić.
U Prvoj B ligi igrali su samo dve sezone i onda učinili ono što se i dan danas smatra pravim sportskim podvigom. OK Borac je ušao u društvo najvećih, u jugoslovensku odbojkašku elitu. Postali smo prvi klub u istoriji jugoslovenske odbojke koji je kao drugoplasirani tim Prve B lige, kroz baražne mečeve, postao prvoligaš. April, te sada već i daleke 1997. godine, niko u Starčevu i Pančevu neće zaboraviti. Kroz tri utakmice sa Smederevom, odbojkaši Borca su pokazali i dokazali da su zaslužili mesto u eliti, u Prvoj A saveznoj ligi. Izgubili su u prvom meču, ali pošto se igralo na dva dobijena susreta, uspeli su da pobede.
U godini kada su proslavljali svoj 20. rođendan, načinili su i najveći uspeh. Istinski zaljubljenici u boje Borca večno će zapamtiti 21. april 1997. godine – tada su postali prvoligaši. Pod vođstvom trenera Dragana Tadića, Zorana Dimkovića i Branislava Jovanova, najveći uspeh u istoriji kluba postigli su: Srđan Bošković, Darko Tomić, Igor Jović, Ranko Mikanović, Miloš Jovanović, Željko Šoštarić, Vladimir Kovačević, Branislav Ćuković, Goran Rakočević, Dušan Radomirović, Marko Simijonović, Slobodan Jančikin i Marko Jokić. Predsednik kluba tada je bio Zoran Nedić. Tu najlepšu i najuspešniju sezonu začinili su tada i osvajanjem Kupa Srbije. Bilo je naravno uspona i padova, ali su odlične rezultate postizali i 2000. godine kada su u Hali sportova u Pančevu padali i Budućnost, Crvena zvezda, Ribnica. Trijumfovali smo u Budvi, Požarevcu. Uspeli su da se plasiraju u plejof i da dobro namuče veliku Vojvodinu.
Posle godinu dana provedenih u nižem rangu, opet su postali prvoligaši 2002. godine. Nikada nisu zaboravili ni prerano preminule odbojkaše Bojana Rogića i Ranka Ilinčića. Igrali su memorijalne turnire u njihovu čast. Tokom postojanja kluba, kroz njega je prošlo mnogo prijatelja, vrhunskih sportskih radnika, igrača, trenera, predstavnika raznih društvenih i privrednih organizacija i svako od njih ostavio je neizbrisiv trag na putu zajedničkog uspeha. Bez svih njih Borac sigurno ne bi bio ovo što je sada. Odbojkaški klub Borac je za ovih 30 godina postao svetla tačka srpskog sporta.

## Literatura
- Starčevačka kultura Nemanja Jovanović
- Južni Banat Predrag Ivanović